# Самбарис
Самбарис — в литовской мифологии божество плодородия, которому посвящались праздники урожая и ритуальное изготовление пива.
Имя восходит к индоевропейскому корню *bʰer- «нести». Описание празднества содержится в «Золотой ветви» Джеймса Джорджа Фрэзера, который рассматривает его как случай «причащения телом хлебного духа».